# Ecoeficiencia

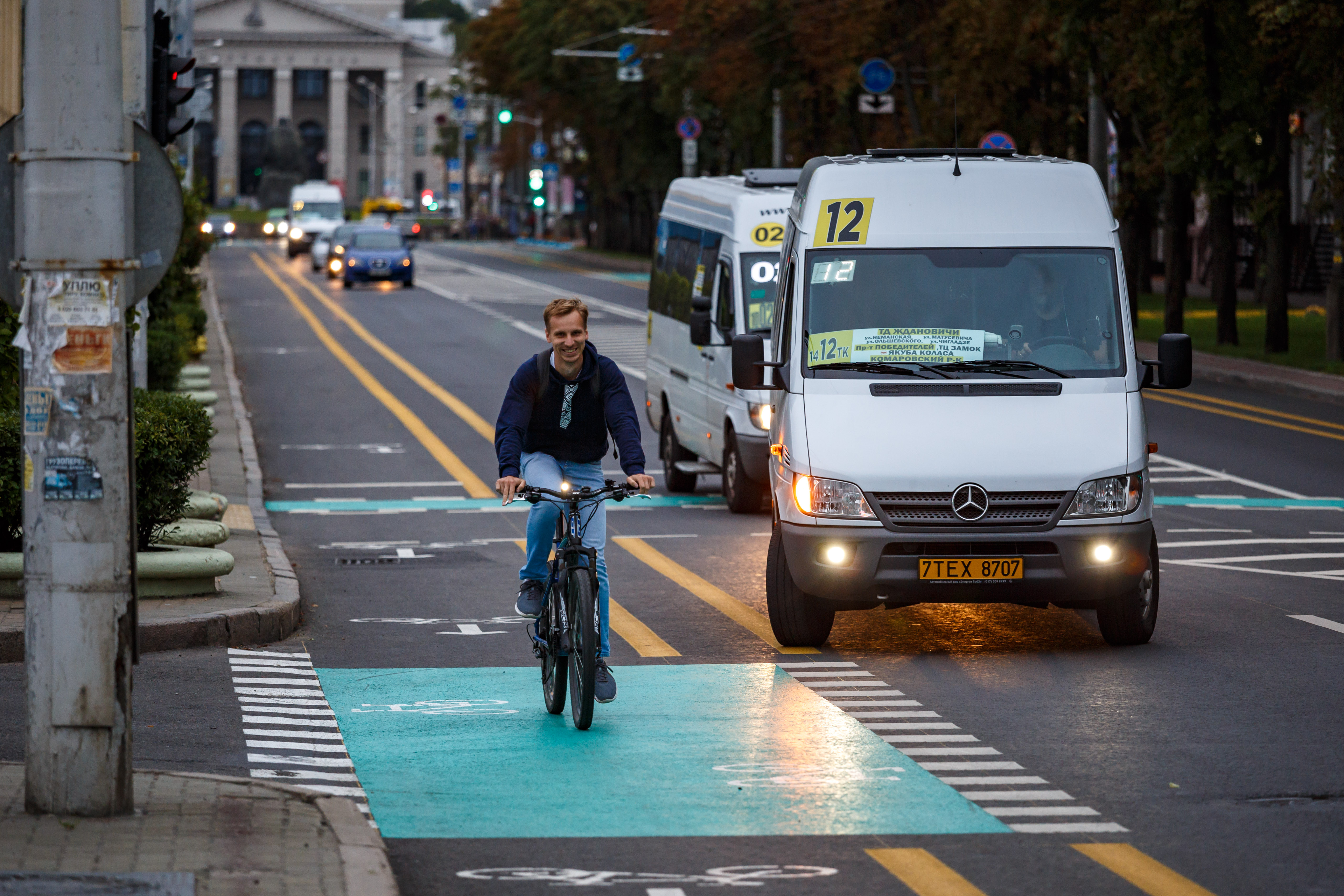
Ciclismo como opción a la ecoeficiencia

La ecoeficiencia es la ratio entre el valor añadido de lo que se ha producido y el impacto ambiental añadido que ha costado producirlo. Esta ratio puede usarse para comparar posibilidades. Por ejemplo, el desplazamiento de una persona a lo largo de 10 kilómetros es más ecoeficiente si se hace en bicicleta que si se emplea un coche de combustible fósil, porque, entre otras cosas, se emite menos dióxido de carbono. Así, una mayor ecoeficiencia se alcanza mediante la distribución de "bienes y servicios que satisfagan las necesidades humanas y brinden calidad de vida a la vez que reduzcan progresivamente las cantidades de recursos que precisan y los impactos medioambientales".

## Definición
De acuerdo con la definición del Consejo Empresarial Mundial para el Desarrollo Sostenible (WBCSD por sus siglas en inglés) la ecoeficiencia "es la ratio entre el valor añadido de lo que se ha producido y el impacto ambiental añadido que ha costado producirlo". Se tiende a hablar de "lograr la ecoeficiencia de algo" cuando lo que en realidad se quiere decir es "lograr una mayor ecoeficiencia de algo". La reducción en impactos ecológicos se traduce en un incremento en la productividad de los recursos, que además puede crear una ventaja competitiva. 

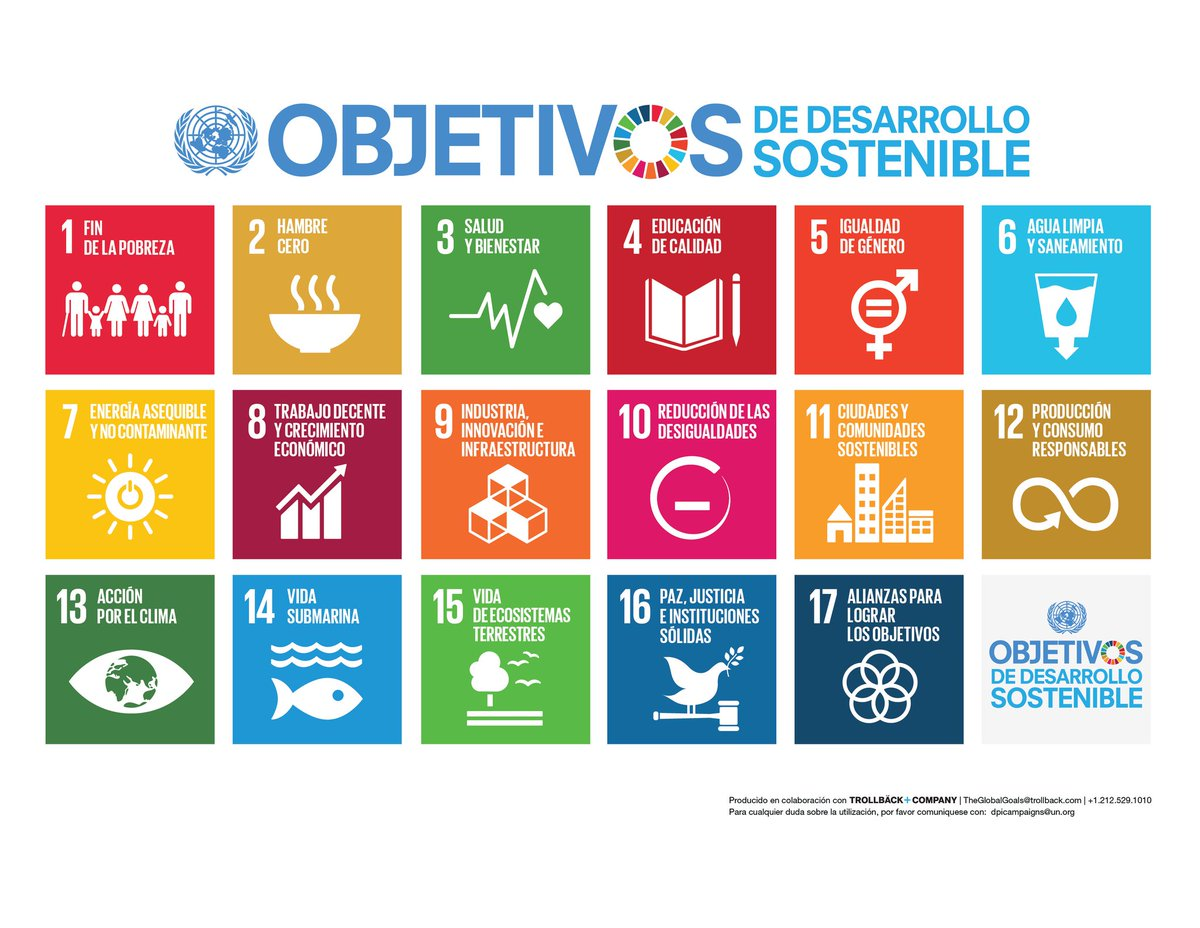
Objetivos del desarrollo sostenible

Según el WBCSD, los aspectos críticos de la ecoeficiencia son:
- Una reducción en la intensidad material de bienes y servicios;
- Una reducción en la intensidad energética de bienes y servicios;
- Dispersión reducida de materiales tóxicos;
- Reciclabilidad mejorada;
- Máximo uso de recursos renovables;
- Mayor durabilidad de productos;
- Mayor intensidad de los servicios.

La ecoeficiencia asegura el buen uso y desarrollo de los recursos naturales al menor costo ambiental posible. Es decir, incorpora un nuevo valor a la producción de bienes y servicios: la sostenibilidad. Esto permite un uso más eficiente y sostenible de los recursos naturales, ya sea el agua, el suelo y su biodiversidad o las energías renovables, generando menos desperdicio y contaminación y garantizando su existencia para las futuras generaciones.
En 2002 se publicó el libro de Michael Braungart y William McDonough sobre las ideas de ecoeficiencia y sus aplicaciones prácticas. 
Existen varias ONGs en el mundo que trabajan en el tema. Alguna de ellas abordan el desafío de generar una cultura organizacional que permita producir más con menos en el ámbito de la ecoeficiencia empresarial.
En el libro Glosario para Estudios Ambientales de Luis Antonio González E. y Jorge Hernán Villegas J. aparece la siguiente definición: «programa de la gestión ambiental para hacer un uso eficiente del agua, la energía, el suelo, la materia prima y la fuerza del trabajo en todo proceso productivo, reutilizando los desechos y tratando los vertidos, de manera que se reduzcan los riesgos y se eliminen o prevengan los impactos ambientales negativos sobre la salud y los ecosistemas.»

## Desarrollo sostenible o sustentable
El trabajo  sobre el impacto que la actividad humana tiene sobre el ambiente y la búsqueda de procesos y productos ecoeficientes se entrama con las posibilidades de desarrollo que abren para la humanidad.  
Ese desarrollo se define como sustentable cuando atiende a los recursos naturales y como desarrollo sostenible cuando toma en cuenta la satisfacción de las necesidades económicas, sociales, de diversidad cultural y de un medio ambiente sano de la actual generación, sin poner en riesgo la satisfacción de las mismas a las generaciones futuras.

## Los ecoeficientes
Para ellos la naturaleza no tiene valor intrínseco sino solo en relación con la forma en que los seres humanos se sirven de ella. En otras palabras: tiene valor económico y tiene valor por sus consecuencias en la salud y en otros servicios ambientales. Por ello los ecoeficientes procuran la "gestión y desarrollo sostenibles", así como el uso prudente de los recursos naturales para que puedan seguir siendo explotados indefinidamente. Se preocupan por el control de la contaminación, el tratamiento de desechos y el reciclaje. (Gómez Lomelí, El Ambientalismo)

### Crítica principal
Su fe ciega en la ciencia y su desapego de las necesidades de las clases más oprimidas. Creen en el progreso indefinido y que para cada problema que tengan las sociedades humanas, la ciencia hallará una solución. Se les critica que la ciencia no ha dado una solución para problemas como la distribución de la riqueza, el machismo, la segregación o la guerra.(Gómez Lomelí, El Ambientalismo)